# Legio VI Gallicana
La Legio VI Gallicana (Sexta legión «galicana») es una legión romana citada sólo en una de las fuentes antiguas, la vida de Aureliano en la Historia Augusta (7.1), fuente poco fiable. Por ello, se duda de si realmente existió o no esta legión. Se trataría de una unidad reclutada por Leliano, que se proclamó a sí mismo emperador del imperio galo, y que habría estado acuartelada en Maguncia.